# Hugulura, Hadagalli
Hugulura là một làng thuộc tehsil Hadagalli, huyện Bellary, bang Karnataka, Ấn Độ.